# Bosilen
Bosilen ili Basilen je bilo selo nedaleko od današnjeg hrvatskog mjesta Marine. 
Postojalo je u srednjem vijeku. Prostiralo se između sadašnjih Podorljaka i Marine. Vjerojatno se je prostiralo rubom polja: Bazije (ostatak imena sačuvao s u ovom oronimu), Svinca, Pišćine, Navosela, Pulja, Vrpoljac i Seline. Po imenu ovog naselja cijeli je gravitirajući teritorij nazvan Bosiljina, što je poslije bilo drugo ime za Marinu.